# Косинський район
Косинський район (комі-перм. Кӧсладор район, рос. Косинский район) — адміністративно-територіальна одиниця в складі Пермського краю Росії.
Адміністративний район знаходиться в межах Комі-Пермяцького округу.
Адміністративний центр району — село Коса. 

## Географія
Площа району складає 3459,2 км. Територією району протікає річка Коса, що є притокою Ками.
Косинський район прирівняний до районів Крайньої Півночі.

## Історія
Косинський район був створений в 1924 році на базі Чураковської, Юксієвської, Бондюжської, Косинської волостей Чердинського повіту. Починаючи з 1930-х років в районі активно розвиваються лісозаготівлі.

## Населення
Населення - 6174 осіб (2019 рік). 
Національний склад
За даними перепису 2010 року: Комі-перм'яки - 4710 (65%), росіяни - 2348 (32,4%), татари - 40, інші національності - 117, не вказали національність - 31.

## Економіка
Економіка Косинського району базується на лісозаготівлях та сільському господарстві. У сільському господарстві розвивається м'ясний та молочний напрямок. Зареєстровано 6 колективних сільськогосподарських підприємств та 13 селянсько-фермерських господарств.